# یوگا سوترا

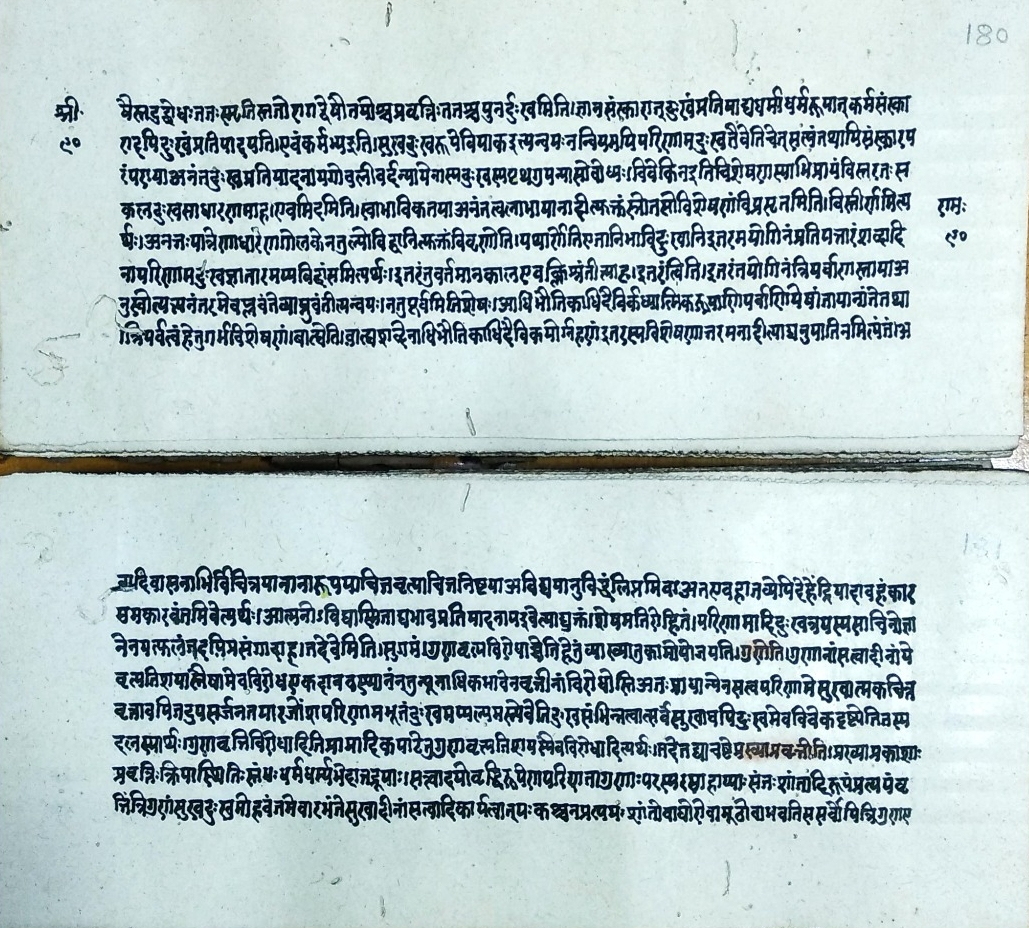
یوگا سوترا

یوگا سوترا یا یوگا سوتره (به زبانِ سانسکریت: योगसूत्र)، متنی مشهور و معتبر در یوگا به نویسندگی پاتانجالی در حدود ۴ قرن پس از میلاد مسیح.
یوگا سوتراها شامل ۱۹۶ سوترا است و عناصر اصلی تمرین یوگا و شرح جزئیات تجاربی است که افراد در راه و مقصد روشن بینی با آن روبرو می‌شوند.
سوتراهای پاتانجلی به عنوان دقیق‌ترین و علمی‌ترین متنی است که تا به حال دربارهٔ یوگا نوشته شده.
کتاب یوگا سوترا به عربی تحت عنوان «کتاب پتنجل الهندی فی الاخلاص من الامثال» ترجمه شده‌است.
در ترجمه ابوریحان بیرونی، یکتاپرستی در کتاب محسوس است. لوئی ماسینیون نیز به ترجمه عربی بیرونی اشاره کرده‌است.

## واژه‌شناسی
واژهٔ سوترا به معنی رشته نخ که پیوستگی آن یک فلسفه کامل را با عقیده‌های مختلف شکل می‌دهد؛ و آنها را همانند دانه‌های تسبیح به هم پیوند می‌دهد.